# Vietnam Television
Vietnam Television nebo VTV (vietnamština: Đài Truyền hình Việt Nam) je vietnamská národní televizní stanice se sídlem v Hanoji.

## Televizní kanály
- VTV1 (zprávy)
- VTV2 (věda a vzdělání)
- VTV3 (zábava)
- VTV4 (mezinárodní kanál)
- VTV5 (etnický jazyk)
- VTV6 (mládí)
- VTV7 (vzdělávání)
- VTV8 (centrální a vysočina)
- VTV9 (centrální a vysočina)

### Bývalé kanály
- VTV Huế
- VTV Đà Nẵng
- VTV Phú Yên
- VTV Cần Thơ 1
- VTV Cần Thơ 2